# Votkinskij rajon
Il Votkinsij rajon (in russo Воткинский район?, in lingua udmurta Вотка ёрос), è un municipal'nyj rajon della Repubblica Autonoma dell'Udmurtia, in Russia. Istituito il 4 novembre 1926, occupa una superficie di 1 863,8 chilometri quadrati, ha come capoluogo Votkinsk e una popolazione di 23 299 abitanti. Il distretto è suddiviso in 12 comuni rurali, mentre la città di Votkinsk forma un distretto urbano a parte.